# 蠐螬

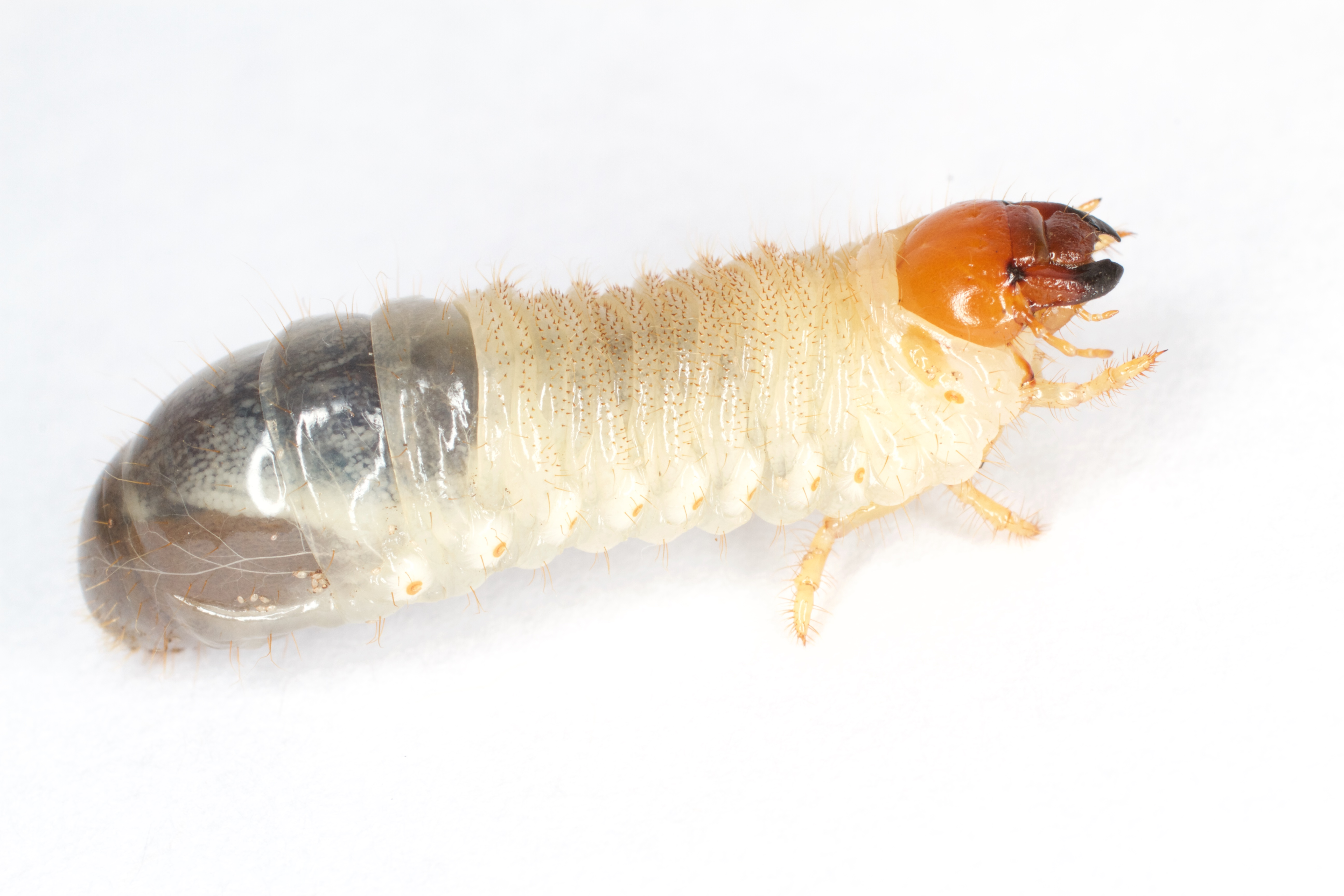
一般螬型幼蟲的放大照

蛴螬（grub），学术名称 螬型幼蟲（scarabaeiform larva），泛指鞘翅目多食亚目金龟子总科的幼虫。俗称 鸡婆虫、土蚕 或台湾口语称的 雞母蟲，狭义上只限金龟子科（含兜蟲亞科）、鍬形蟲科的幼虫，主要因农家观察到母鸡常在农地土裡啄食金龟子幼虫而得名。外型乳白而肥胖，常蜷曲呈C字形，栖息于腐植质丰富的腐植土（金龟子、独角仙）或朽木（鍬形蟲）中。

## 分类
广义上的蛴螬，食性可分为：植食性、粪食性、腐食性三类。尤其当土壤中腐植质不足时，植食性蛴螬会危害农作花卉的根系、地下茎，所以农人视之为害虫。

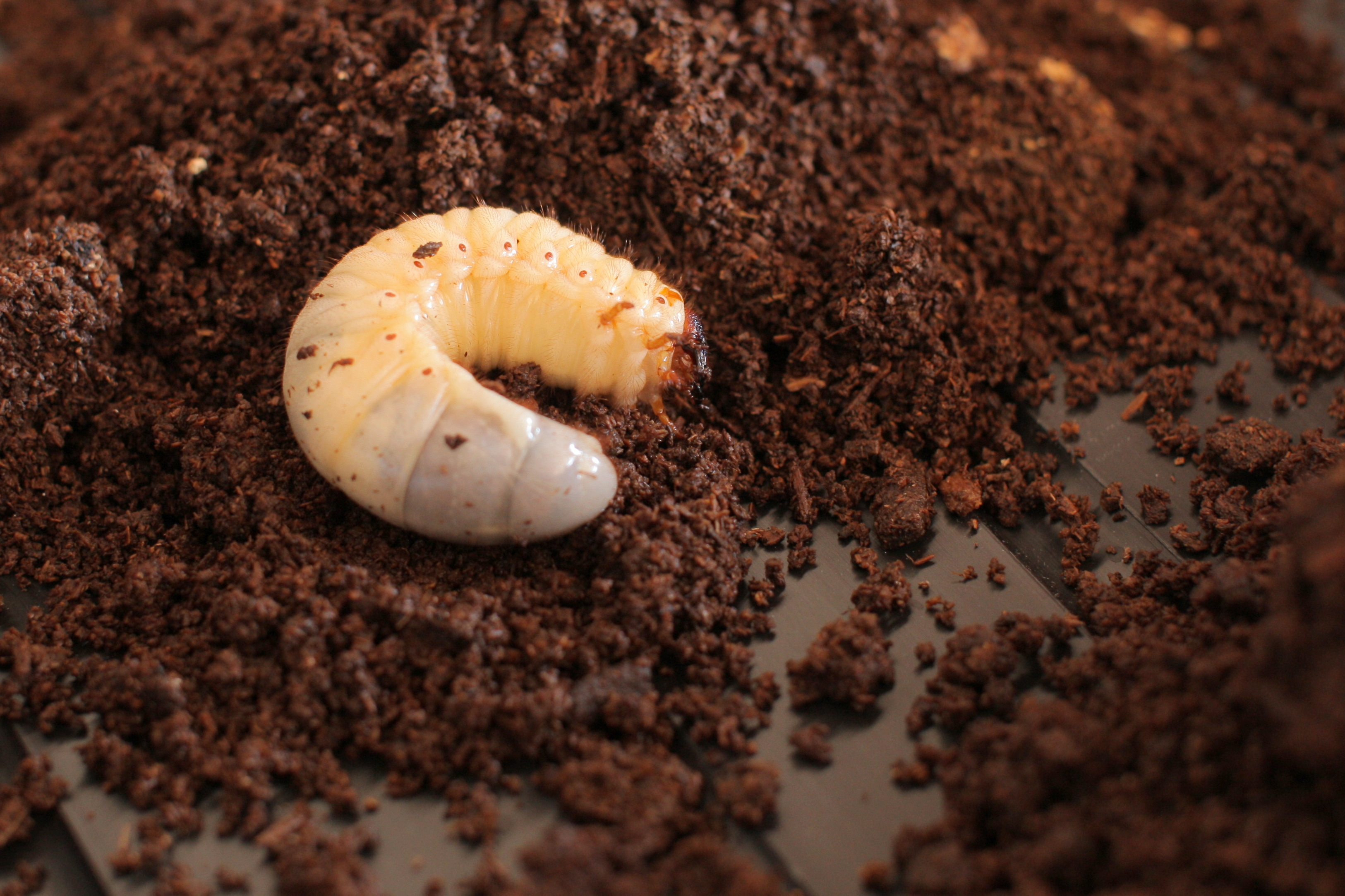
独角仙的三龄（L3）幼蟲

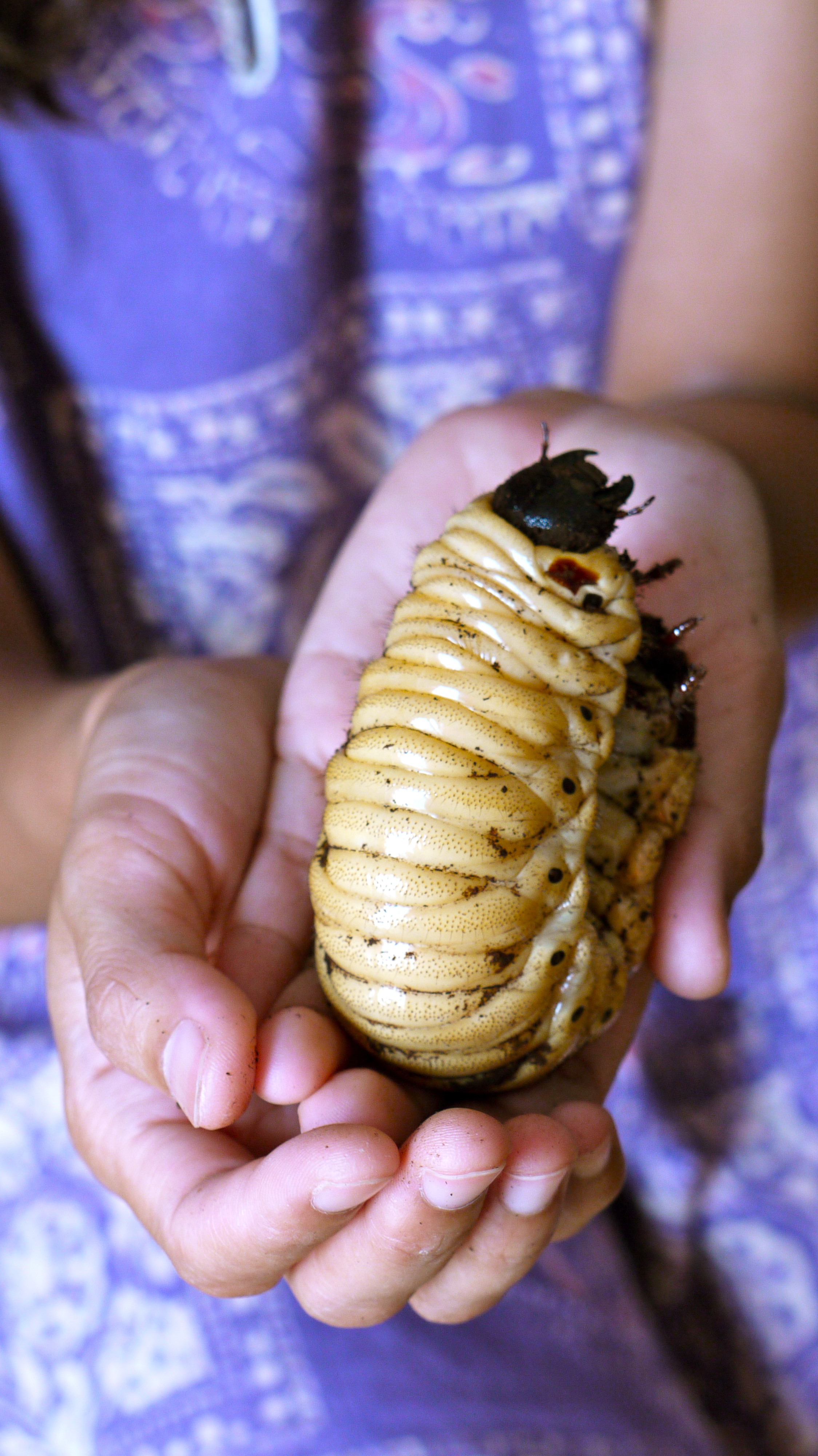
赫克力士大兜蟲的螬型幼蟲